# Diplazium trianae
Diplazium trianae är en majbräkenväxtart som först beskrevs av Georg Heinrich Mettenius och som fick sitt nu gällande namn av Carl Frederik Albert Christensen.
Diplazium trianae ingår i släktet Diplazium och familjen Athyriaceae. Inga underarter finns listade i Catalogue of Life.